# Heiko Hammel

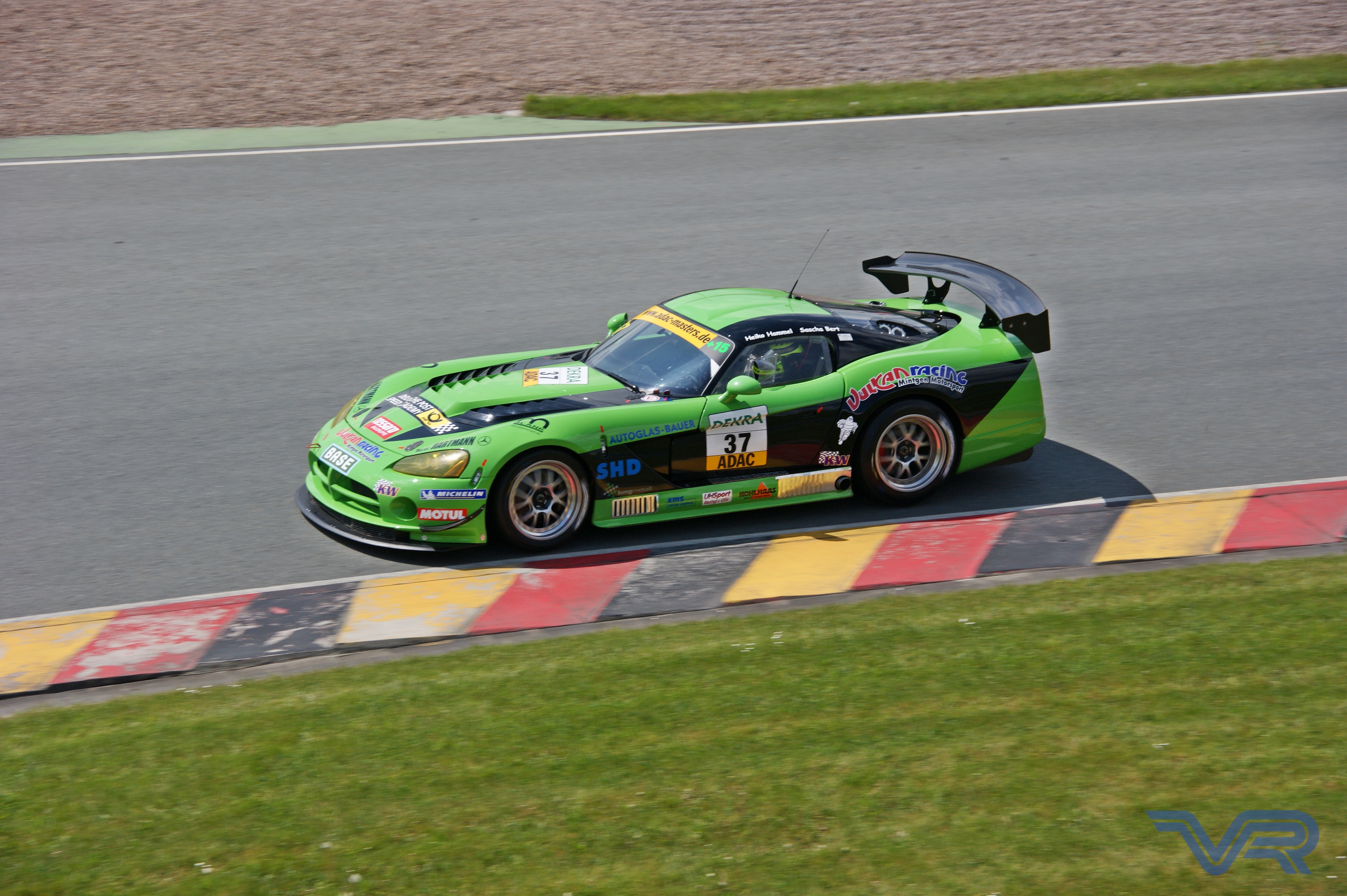
Der von Heiko Hammel 2011 auf dem Sachsenring gefahrene Dodge Viper

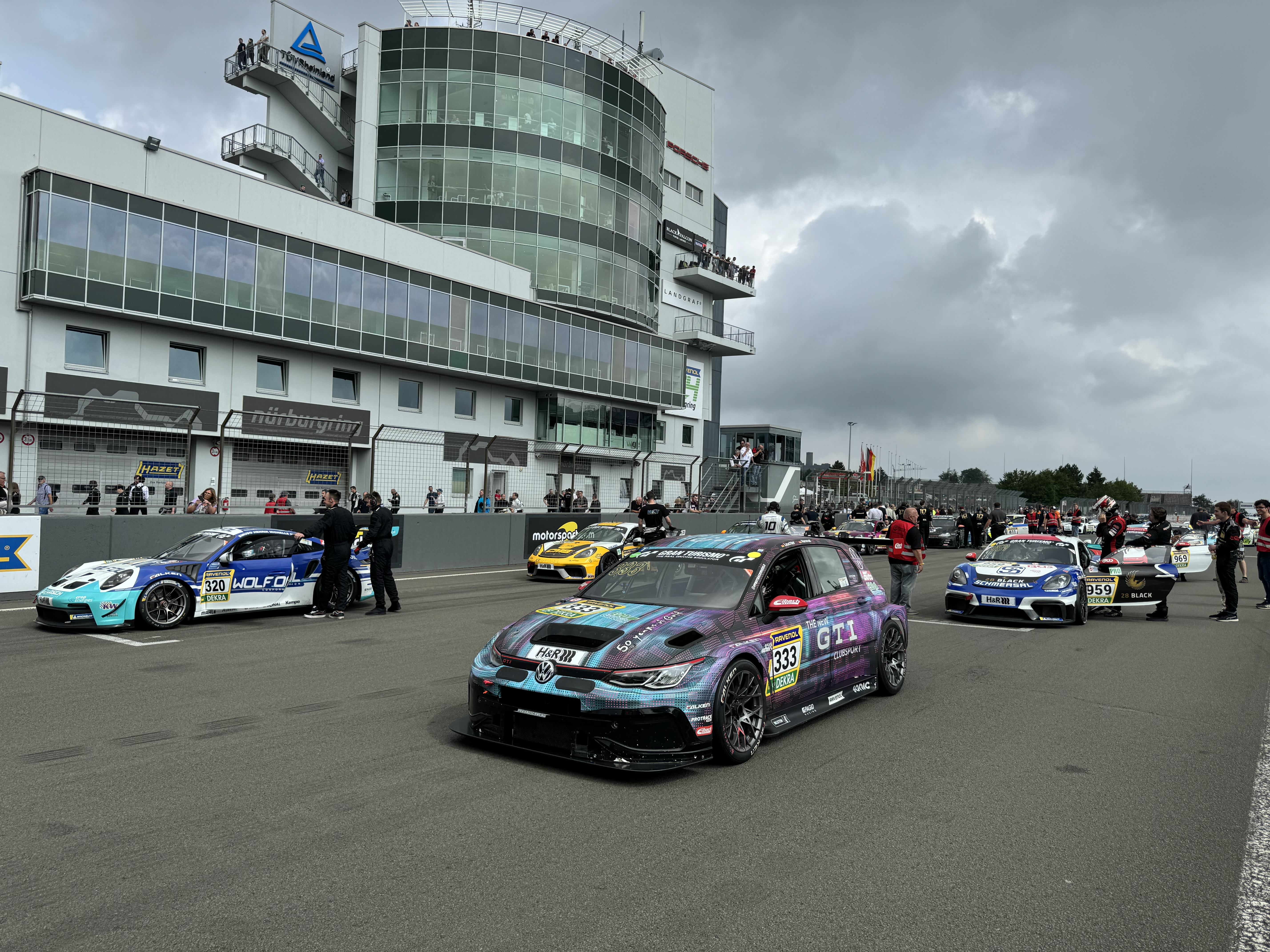
VW Golf 8 TCR 2024 auf dem Nürburgring

Heiko Hammel (* 17. Juli 1988 in Schwäbisch Hall) ist ein deutscher Autorennfahrer, der in Wohlmuthausen wohnt.

## Karriere

### Kartsport
Im Jahr 1996 wurde Heiko Hammel Deutscher AvD-Meister im Kart-Slalom. Ab 1998 fuhr er auf Kartrundstrecken und ab 2000 bei den Ic/A-Junioren. In der württembergischen und deutschen Meisterschaft belegte er jeweils Plätze unter den ersten drei. 2003 startete Hammel in der IcA-100er-Klasse um den Deutschen ADAC Kart-Pokal.

### Tourenwagen & GT Sport
Zunächst fuhr Hammel drei Jahre (2004–2006) im Toyota Yaris Cup. Im Jahr 2006 wurde er Sieger der Juniorwertung und Zweiter in der Gesamtwertung.
Von 2007 bis 2009 fuhr Hammel im Seat Leon Supercopa, wo es auch Siege zu feiern gab. Daraufhin wurde Hammel Mitglied der Deutsche Post Speed Academy, bei der er im ersten Jahr den dritten Gesamtrang hinter Daniel Abt und Christopher Mies belegte.
In den Jahren 2010 und 2011 ging Hammel bei den ADAC GT Masters mit einem Audi R8 LMS und einer Dodge Viper GT3 an den Start. Zusammen mit Jimmy Johansson gelang ihm in Assen ein zweiter Platz, was sein bestes Ergebnis in der Rennserie war.
Hammel ist aktuell in mehreren kleineren Rennserien tätig. Dazu gehören seit 2012 Rennen der VLN, seit 2013 Rennen der Youngtimer Trophy und seit 2014 Rennen der ADAC Procar (DTC), wo er 2014 Meister und 2015 Vize-Meister wurde. In der VLN fährt Hammel für Hyundai Deutschland und nahm am 24-Stunden-Rennen teil.
2016 führte Hammel die DTC Meisterschaft bis zum letzten Rennen in Spa-Francorchamps an und wurde nur knapp von Milenko Vukovic geschlagen. Beim 24-Stunden-Classic auf der Nürburgring-Nordschleife führte er bei strömendem Regen das Feld von über 200 Youngtimern an. Ein Motorschaden verhinderte den Sieg.
Im Jahr 2017 konnte Hammel mit einem Renault RS01 GT3 die VLN-Langstreckenmeisterschaft und das 24-Stunden-Rennen bestreiten. Mit einigen Klassensiegen, einem Gesamtpodium und einer Rundenzeit von 8:02 Minuten auf der Nürburgring-Nordschleife (VLN-Variante) zählt er zu den schnellsten Fahrern auf der Nordschleife.
Im Jahr 2018 und 2019 wechselte das Team McChip-DKR von Renault RS01 GT3 auf Lamborghini Huracan GT3 Evo, hiermit gelangen dem Team einige Erfolge.
Im Jahr 2020 sollte der Formel 1 Fahrer Nico Hülkenberg auf diesem Lamborghini Huracan GT3 das Rennen der GT Masters am Nürburgring bestreiten. Da dieser aber kurzfristig sein Comeback in der Königsklasse feierte, sprang Heiko Hammel für ihn ein.
Im Folgejahr fuhr Heiko Hammel zusammen mit Tim Heinemann, Christoph Breuer und Dieter Schmidtmann auf einem KTM X-Bow GTX das 24h Rennen auf dem Nürburgring und das Qualifikationsrennen.
Im Jahr 2022 wechselte Heiko Hammel für die NLS (Nürburgring Langstrecken Serie) zum Einsatzteam Max Kruse Racing auf den VW Golf TCR.
Das Folgejahr 2023 brachte die ersten Gesamtmeisterschaft in der DMV NES 500 mit dem Opel Astra TCR. Beim 24h Rennen fuhr Heiko Hammel bei Scherer PHX auf einem Cupra Leon TCR MK4.
Das Jahr 2024 brachte für Heiko Hammel ein neues Auto bei Max Kruse Racing, der Golf 8 "24h Clubsport" war das Einsatzauto beim 24h Rennen und auch bei der NLS. Zusammen mit den ehemaligen VW Werksfahrer Benny Leuchter, Johan Kristofferson und Nico Otto gewann er die Klasse AT3 beim 24h Rennen auf dem Nürburgring.

## Erfolge
- 2004: Gesamt-10. Platz Toyota Yaris Cup
- 2005: Vizemeister der Juniorenwertung im Toyota Yaris Cup
- 2006: Gesamt-Vizemeister und Meister der Juniorenwertung im Toyota Yaris Cup
- 2008: Gesamt-Vierter, Dritter in der Juniorenwertung im Seat Leon Supercopa
- 2009: Gesamt-Vierter, Sieger Pressewettbewerb im Seat Leon Supercopa
- 2010: ADAC GT Masters, Gesamt-10. auf einem Audi R8 LMS, 12 Rennen mit Jimmy Johansson und 2 Rennen mit René Rast als Teampartner
- 2011: ADAC GT Masters, Gesamt-51. auf einer Dodge Viper GT3 von Mintgen Motorsport, 12 Rennen mit Sascha Bert und 4 Rennen mit Michael Christensen als Teampartner
- 2012: VLN (BMW M3), Cup & Tourenwagen Trophy (Porsche 964 Cup), Youngtimer Trophy (Porsche 911)
- 2013: VLN (BMW M3), Youngtimer Trophy (Porsche 911 RSR) 5. Platz Gesamt, 24h Classic Nürburgring Sieg in der Klasse 54 und 6. Platz Gesamt
- 2014: Meister DTC Division 1T (Ford Fiesta ST) mit 5 Siegen, Youngtimer Trophy (Porsche 911 RSR)
- 2015: Vize-Meister DTC Division 1 (Ford Fiesta ST) mit 2 Siegen, VLN Hyundai I30 Sieg in der Klasse SP2T beim 3. VLN Lauf, 24h Classic Nürburgring Platz 9 Gesamt
- 2016: Vize-Meister DTC Division 1 (Ford Fiesta ST) mit 4 Siegen, VLN Hyundai I30 diverse Siege in der Klasse SP2T bei diversen VLN Läufen.
- 2017: 24h Qualifikationsrennen Klassensieg (SP-X) Renault RS01 GT3, 2. Platz Gesamt beim 7. VLN Lauf
- 2018: NLS Lamborghini Huracan GT3 Evo, Cupra Leon TCR, Porsche 911 RSR Youngtimer Trophy
- 2019: NLS Lamborghini Huracan GT3 Evo, Cupra Leon TCR, Porsche 911 RSR Youngtimer Trophy
- 2020: ADAC GT Masters Lamborghini Huracan GT3 Evo Nürburgring, NLS Cupra Leon MK4 TCR, Porsche 911 RSR Youngtimer Trophy, DMV NES 500 Opel Astra TCR
- 2021: NLS Cupra Leon TCR, KTM X-Bow GTX, Porsche 911 RSR Youngtimer Trophy, DMV NES 500 Opel Astra TCR
- 2022: NLS VW Golf 7 TCR, DMV NES 500 Opel Astra TCR, Youngtimer Trophy Porsche 911 RSR
- 2023: NLS VW Golf 7 TCR, DMV NES 500 Opel Astra TCR Meister, 24h Rennen Cupra Leon TCR MK4, 24h Classic Porsche 964 Cup
- 2024: NLS VW Golf 8 TCR, DMV NES 500 Audi RS 3 TCR, 24h Rennen VW Golf 8 TCR, 24h Classic Porsche 964 Cup

- https://gt-place.com/2020/08/12/adac-gt-masters-heiko-hammel-ersetzt-nico-huelkenberg/
- Private Website

| Personendaten    | Personendaten            |
| ---------------- | ------------------------ |
| NAME             | Hammel, Heiko            |
| KURZBESCHREIBUNG | deutscher Autorennfahrer |
| GEBURTSDATUM     | 17. Juli 1988            |
| GEBURTSORT       | Schwäbisch Hall          |